# Жюльєн Ноель Костантен
Жюльєн Ноель Костантен (фр. Julien Noël Costantin; 16 серпня 1857 - 17 листопада 1936) — французький ботанік і міколог. 

## Біографія
Жюльєн Ноель Костанта народився 16 серпня 1857 року у Парижі у Франції. Навчався в  Паризькій політехнічній і Вищій нормальній школах. У 1879 році Костантен закінчив Вищу нормальну школу зі ступенем з математики та фізики, потім став вчитися біології і у 1881 році отримав ступінь бакалавра з природознавства. В 1883 йому було присвоєно ступінь доктора філософії за роботу Étude comparée des tiges aériennes et souterraines des dicotylédones. У тому ж році він був призначений асистентом професора Університету Бордо. В 1884 році Жюльєн повернувся в Париж і став працювати у  Національному музеї природознавства. У 1887 році Костантен став асистентом професора з ботаніки Вищої нормальної школи. Також він викладав у Національній сільськогосподарській школі Версаля. В 1912 році Жюльєн Ноель став членом Французької академії наук. У 1919 році змінив Едуарда ван Тігема на посаді голови відділення ботаніки Музею. Жюльєн Костантен помер 17 листопада 1936 року в Парижі.

## Епоніми
На честь Константена названі деякі таксони:
- Costantinella Matr., 1892
- Ascobolus costantinii Rolland, 1888
- Cephalosporium costantinii F.E.V.Sm., 1924
- Cryptococcus costantinii Guég., 1904
- Cynanchum costantinianum Tsiang, 1939 (син. Tylophora costantiniana(Tsiang) M.G.Gilbert, W.D.Stevens & P.T.Li, 1995)
- Hoya costantinii P.T.Li, 1984, nom. nov.
- Gravisia costantinii Mez, 1916 (син. Aechmea costantinii (Mez) L.B.Sm., 1970
- Kalanchoe costantinii Raym.-Hamet, 1907 (син. Kalanchoe beauverdii Raym.-Hamet, 1907}}
- Penicillium costantinii Bainier, 1906
- Sclerotium costantinii É.E.Foëx & Rosella, 1937
- Sedum costantinii Raym.-Hamet, 1909